# Winter-X-Games 2017
Die Winter X Games XXI (Umbenannt in Winter X Games Aspen '17; im offiziellen Logo als Winter X Games Twenty-One betitelt) fanden vom 26. bis 29. Januar 2017 zum 16. Mal in Folge in Aspen, Colorado statt. Der Event wurde von ESPN produziert. Ausgetragen wurden sechs Freestyle-Skiing, sieben Snowboard und fünf Schneemobil-Wettbewerbe.

## Resultate

### Medaillenspiegel
Legende:
| Rang | Land                   | Gold | Silber | Bronze | Gesamt |
| ---- | ---------------------- | ---- | ------ | ------ | ------ |
| 1    | Vereinigte Staaten     | 7    | 7      | 8      | 22     |
| 2    | Kanada                 | 2    | 2      | 5      | 9      |
| 3    | Schweden               | 2    | 2      | 0      | 4      |
| 4    | Norwegen               | 2    | 1      | 1      | 4      |
| 5    | Estland                | 1    | 1      | 0      | 2      |
| 5    | Frankreich             | 1    | 1      | 0      | 2      |
| 7    | Vereinigtes Königreich | 1    | 0      | 1      | 2      |
| 7    | Australien             | 1    | 0      | 1      | 2      |
| 9    | Deutschland            | 1    | 0      | 0      | 1      |
| 10   | Österreich             | 0    | 1      | 0      | 1      |
| 10   | Volksrepublik China    | 0    | 1      | 0      | 1      |
| 10   | Japan                  | 0    | 1      | 0      | 1      |
| 10   | Neuseeland             | 0    | 1      | 0      | 1      |
| 14   | Schweiz                | 0    | 0      | 2      | 2      |

### Freestyle-Skiing

#### Frauen Superpipe
| Rang | Name            | Lauf 1 | Lauf 2 | Bestes Ergebnis |
| ---- | --------------- | ------ | ------ | --------------- |
|      | Marie Martinod  | 89,33  | 64,66  | 89,33           |
|      | Ayana Onozuka   | 83,00  | 87,00  | 87,00           |
|      | Maddie Bowman   | 86,00  | 84,33  | 86,00           |
| 4    | Devin Logan     | 80,33  | 56,00  | 80,33           |
| 5    | Brita Sigourney | 55,00  | 69,00  | 69,00           |
| 6    | Annalisa Drew   | 14,66  | 65,66  | 65,66           |
| 7    | Cassie Sharpe   | 49,66  | 14,66  | 49,66           |
| 8    | Janina Kuzma    | 4,33   | 29,33  | 29,33           |

#### Männer Superpipe
| Rang | Name                | Lauf 1 | Lauf 2 | Bestes Ergebnis |
| ---- | ------------------- | ------ | ------ | --------------- |
|      | Aaron Blunck        | 30,00  | 84,66  | 84,66           |
|      | Miguel Porteous     | 30,33  | 81,00  | 81,00           |
|      | Noah Bowman         | 71,00  | 11,00  | 71,00           |
| 4    | Birk Irving         | 24,33  | 68,33  | 68,33           |
| 5    | Benoit Valentin     | 58,00  | 65,33  | 65,33           |
| 6    | Torin Yater-Wallace | 36,66  | 22,33  | 36,66           |
| 7    | Broby Leeds         | 34,33  | 6,33   | 34,33           |
| 8    | Kévin Rolland       | 18,66  | 32,33  | 32,33           |
| 9    | Simon d’Artois      | 31,33  | 14,00  | 31,33           |
| 10   | Gus Kenworthy       | 29,00  | 18,00  | 29,00           |
| 11   | David Wise          | 28,66  | 19,66  | 28,66           |

#### Frauen Big Air
| Rang | Name            | Ergebnis |
| ---- | --------------- | -------- |
|      | Lisa Zimmermann | 85       |
|      | Kelly Sildaru   | 84       |
|      | Giulia Tanno    | 82       |
| 4    | Kaya Turski     | 76       |
| 5    | Johanne Killi   | 74       |
| 6    | Emma Dahlström  | 69       |
| 7    | Maggie Voisin   | 58       |
| 8    | Devin Logan     | 55       |

#### Männer Big Air
| Rang | Name           | Ergebnis |
| ---- | -------------- | -------- |
|      | James Woods    | 88       |
|      | Henrik Harlaut | 88       |
|      | Kai Mahler     | 81       |
| 4    | Bobby Brown    | 76       |
| 5    | Elias Ambühl   | 74       |
| 6    | Klaus Finne    | 67       |
| 7    | Luca Schuler   | 12       |

#### Frauen Slopestyle
| Rang | Name           | Lauf 1 | Lauf 2 | Bestes Ergebnis |
| ---- | -------------- | ------ | ------ | --------------- |
|      | Kelly Sildaru  | 92,33  | 91,33  | 92,33           |
|      | Tess Ledeux    | 90,00  | 62,66  | 90,00           |
|      | Johanne Killi  | 77,33  | 85,66  | 85,66           |
| 4    | Giulia Tanno   | 80,00  | 51,33  | 80,00           |
| 5    | Maggie Voisin  | 75,66  | 79,00  | 79,00           |
| 6    | Emma Dahlström | 54,33  | 13,00  | 54,33           |
| 7    | Devin Logan    | 22,33  | 16,00  | 22,33           |
| 8    | Isabel Atkin   | 9,00   | 21,33  | 21,33           |

#### Männer Slopestyle
| Rang | Name                   | Lauf 1 | Lauf 2 | Bestes Ergebnis |
| ---- | ---------------------- | ------ | ------ | --------------- |
|      | Øystein Bråten         | 8,66   | 94,33  | 94,33           |
|      | McRae Williams         | 93,33  | 38,00  | 93,33           |
|      | Alex Beaulieu-Marchand | 92,00  | 34,33  | 92,00           |
| 4    | James Woods            | 72,00  | 91,66  | 91,66           |
| 5    | Andri Ragettli         | 91,00  | 85,66  | 91,00           |
| 6    | Joss Christensen       | 82,33  | 27,33  | 82,3            |
| 7    | Bobby Brown            | 74,66  | 80,00  | 80,00           |
| 8    | Evan McEachran         | 78,33  | 27,66  | 78,33           |
| 9    | Josiah Wells           | 70,66  | 19,33  | 70,66           |
| 10   | Gus Kenworthy          | 66,66  | 26,00  | 66,66           |
| 11   | Nick Goepper           | 62,33  | 28,00  | 62,33           |
| 12   | Jesper Tjäder          | 15,00  | 14,66  | 15,00           |

### Snowboard

#### Special Olympics Giant Slalom
| Rang | Name                           |
| ---- | ------------------------------ |
|      | Semen Ferotow Jamie Anderson   |
|      | Daina Shilts Hannah Teter      |
|      | Craig Muhlbock Scotty James    |
| 4    | Nikolas Beer Kevin Pearce      |
| 5    | Mario Horn Anna Gasser         |
| 6    | Takeshi Hashimoto Yūki Kadono  |
| 7    | Christopher Perdue Danny Davis |
| 8    | Andre Berg Silje Norendal      |

#### Männer Big Air
| Rang | Name              | Ergebnis |
| ---- | ----------------- | -------- |
|      | Maxence Parrot    | 83       |
|      | Marcus Kleveland  | 82       |
|      | Mark McMorris     | 73       |
| 4    | Sébastien Toutant | 67       |
| 5    | Ståle Sandbech    | 64       |
| 6    | Kyle Mack         | 64       |
| 7    | Sven Thorgren     | 63       |
| 8    | Yūki Kadono       | 42       |

#### Frauen Big Air
| Rang | Name                   | Ergebnis |
| ---- | ---------------------- | -------- |
|      | Hailey Langland        | 66       |
|      | Anna Gasser            | 64       |
|      | Julia Marino           | 61       |
| 4    | Jamie Anderson         | 57       |
| 5    | Katie Ormerod          | 53       |
| 6    | Kjersti Østgaard Buaas | 35       |
| 7    | Cheryl Maas            | 35       |
| 8    | Klaudia Medlova        | 9        |

#### Männer Slopestyle
| Rang | Name             | Lauf 1 | Lauf 2 | Bestes Ergebnis |
| ---- | ---------------- | ------ | ------ | --------------- |
|      | Marcus Kleveland | 91,66  | 85,00  | 91,66           |
|      | Tyler Nicholson  | 69,66  | 89,00  | 89,00           |
|      | Mark McMorris    | 87,33  | 48,00  | 87,33           |
| 4    | Ståle Sandbech   | 43,66  | 85,66  | 85,66           |
| 5    | Maxence Parrot   | 84,33  | 19,66  | 84,33           |
| 6    | Mons Røisland    | 50,66  | 83,66  | 83,66           |
| 7    | Brock Crouch     | 82,33  | 35,00  | 82,33           |
| 8    | Kyle Mack        | 56,33  | 38,33  | 56,33           |

#### Frauen Slopestyle
| Rang | Name            | Lauf 1 | Lauf 2 | Bestes Ergebnis |
| ---- | --------------- | ------ | ------ | --------------- |
|      | Julia Marino    | 19,33  | 94,66  | 94,66           |
|      | Jamie Anderson  | 91,33  | 89,33  | 91,33           |
|      | Katie Ormerod   | 80,33  | 30,00  | 80,33           |
| 4    | Hailey Langland | 73,66  | 45,33  | 73,66           |
| 5    | Silje Norendal  | 65,66  | 28,66  | 65,6            |
| 6    | Karly Shorr     | 55,00  | 11,33  | 55,00           |
| 7    | Cheryl Maas     | 26,33  | 27,66  | 27,66           |
| 8    | Anna Gasser     | 20,33  | 24,33  | 24,33           |

#### Männer Superpipe
| Rang | Name         | Lauf 1 | Lauf 2 | Bestes Ergebnis |
| ---- | ------------ | ------ | ------ | --------------- |
|      | Scotty James | 90,00  | 40,33  | 90,00           |
|      | Matt Ladley  | 73,00  | 80,00  | 80,00           |
|      | Taylor Gold  | 26,33  | 79,00  | 79.,00          |
| 4    | Chase Josey  | 75,00  | 18,66  | 75,00           |
| 5    | Danny Davis  | 73,66  | 74,00  | 74,00           |
| 6    | Louie Vito   | 72,00  | 17,33  | 72,00           |
| 7    | Ben Ferguson | 70,00  | 11,00  | 70,00           |
| 8    | Taku Hiraoka | 68,66  | 12,66  | 68,66           |

#### Frauen Superpipe
| Rang | Name          | Lauf 1 | Lauf 2 | Bestes Ergebnis |
| ---- | ------------- | ------ | ------ | --------------- |
|      | Elena Hight   | 76,66  | 87,33  | 87,33           |
|      | Cai Xuetong   | 85,00  | 39,33  | 85,00           |
|      | Chloe Kim     | 13,33  | 81,00  | 81,00           |
| 4    | Kelly Clark   | 10,66  | 72,66  | 72,66           |
| 5    | Liu Jiayu     | 71,66  | 17,33  | 71,66           |
| 6    | Arielle Gold  | 15,33  | 51,66  | 51,66           |
| 7    | Maddie Mastro | 31,33  | 30,66  | 31,33           |
| 8    | Hannah Teter  | 22,33  | 24,33  | 24,33           |

### Schneemobil/Bike Cross

#### SnoCross Adaptive Resultate
| Rang | Name            | Zeit          |
| ---- | --------------- | ------------- |
|      | Mike Schultz    | 3:33,855 min. |
|      | Garrett Goodwin | 3:39,774 min. |
|      | Jeff Tweet      | 3:44,905 min. |
| 4    | Doug Henry      | 3:48,823 min. |
| 5    | Paul Tracker    | 3:54,491 min. |
| 6    | Jim Wazny       | 3:55,147 min. |

#### SnoCross Resultate
| Rang | Name            | Zeit           |
| ---- | --------------- | -------------- |
|      | Petter Narsa    | 9:53,911 min.  |
|      | Adam Renheim    | 9:56,750 min.  |
|      | Lincoln Lemieux | 9:58,195 min.  |
| 4    | Tucker Hibbert  | 9:59.,938 min. |
| 5    | Tim Tremblay    | 10:01,977 min. |
| 6    | Corin Todd      | 10:09,539 min. |
| 7    | Elias Ishoel    | 16:39,999 min. |
| 8    | Ryan Springer   | 16:39,999 min. |

#### Freestyle Resultate
| Rang | Name           | Ergebnis |
| ---- | -------------- | -------- |
|      | Joe Parsons    | 93,00    |
|      | Colten Moore   | 92,00    |
|      | Levi LaVallee  | 90,00    |
| 4    | Brett Turcotte | 88,66    |
| 5    | Willie Elam    | 85,33    |
| 6    | Heath Frisby   | 84,66    |
| 7    | Cory Davis     | 84,33    |
| 8    | Josh Penner    | 82,00    |

#### Snowmobile Best Trick
| Rang | Name           | Ergebnis |
| ---- | -------------- | -------- |
|      | Daniel Bodin   | 85,33    |
|      | Brett Turcotte | 83,33    |
|      | Joe Parsons    | 77,66    |
| 4    | Josh Penner    | 76,00    |
| 5    | Cory Davis     | 74,33    |
| 6    | Colten Moore   | 70,00    |
| 7    | Willie Elam    | 69,66    |
| 8    | Heath Frisby   | 67,33    |

#### Snow Bikecross
| Rang | Name          |
| ---- | ------------- |
|      | Brock Hoyer   |
|      | Colton Haaker |
|      | Cody Matechuk |
| 4    | Nolan Heppner |
| 5    | Jake Scott    |
| 6    | Alfredo Gomez |